# Pseudoclausia
Pseudoclausia là chi thực vật có hoa trong họ Cải.